# Molesmes
Pour le village homonyme dans le département de la Côte-d'Or, voir Molesme.
Molesmes est une ancienne commune française située dans le département de l'Yonne et la région Bourgogne-Franche-Comté devenue avec Fontenailles et Taingy, le 1er janvier 2017, une commune déléguée de la commune nouvelle des Hauts de Forterre.
Ses habitants sont appelés les Molesmois.

## Politique et administration
| Période   | Période  | Identité          | Étiquette | Qualité     |
| --------- | -------- | ----------------- | --------- | ----------- |
| ?         | ?        | Jacques Lazzaroti | GE        |             |
| mars 2001 | En cours | Gilbert Plessy    | DVD       | Agriculteur |

## Démographie
L'évolution du nombre d'habitants est connue à travers les recensements de la population effectués dans la commune depuis 1793. À partir du 1er janvier 2009, les populations légales des communes sont publiées annuellement dans le cadre d'un recensement qui repose désormais sur une collecte d'information annuelle, concernant successivement tous les territoires communaux au cours d'une période de cinq ans. 
Pour les communes de moins de 10 000 habitants, une enquête de recensement portant sur toute la population est réalisée tous les cinq ans, les populations légales des années intermédiaires étant quant à elles estimées par interpolation ou extrapolation. Pour la commune, le premier recensement exhaustif entrant dans le cadre du nouveau dispositif a été réalisé en 2008,.
En 2014, la commune comptait 161 habitants, en évolution de −5,85 % par rapport à 2009 (Yonne : −0,46 %, France hors Mayotte : +2,49 %).
| 1793 | 1800 | 1806 | 1821 | 1831 | 1836 | 1841 | 1846 | 1851 |
| ---- | ---- | ---- | ---- | ---- | ---- | ---- | ---- | ---- |
| 303  | 273  | 306  | 338  | 371  | 333  | 384  | 376  | 372  |

| 1856 | 1861 | 1866 | 1872 | 1876 | 1881 | 1886 | 1891 | 1896 |
| ---- | ---- | ---- | ---- | ---- | ---- | ---- | ---- | ---- |
| 364  | 394  | 409  | 402  | 385  | 365  | 338  | 354  | 325  |

| 1901 | 1906 | 1911 | 1921 | 1926 | 1931 | 1936 | 1946 | 1954 |
| ---- | ---- | ---- | ---- | ---- | ---- | ---- | ---- | ---- |
| 310  | 322  | 272  | 221  | 210  | 167  | 171  | 182  | 176  |

| 1962 | 1968 | 1975 | 1982 | 1990 | 1999 | 2008 | 2013 | 2014 |
| ---- | ---- | ---- | ---- | ---- | ---- | ---- | ---- | ---- |
| 163  | 177  | 174  | 167  | 124  | 143  | 170  | 161  | 161  |

## Lieux et monuments
- Église Notre-Dame de Molesmes.

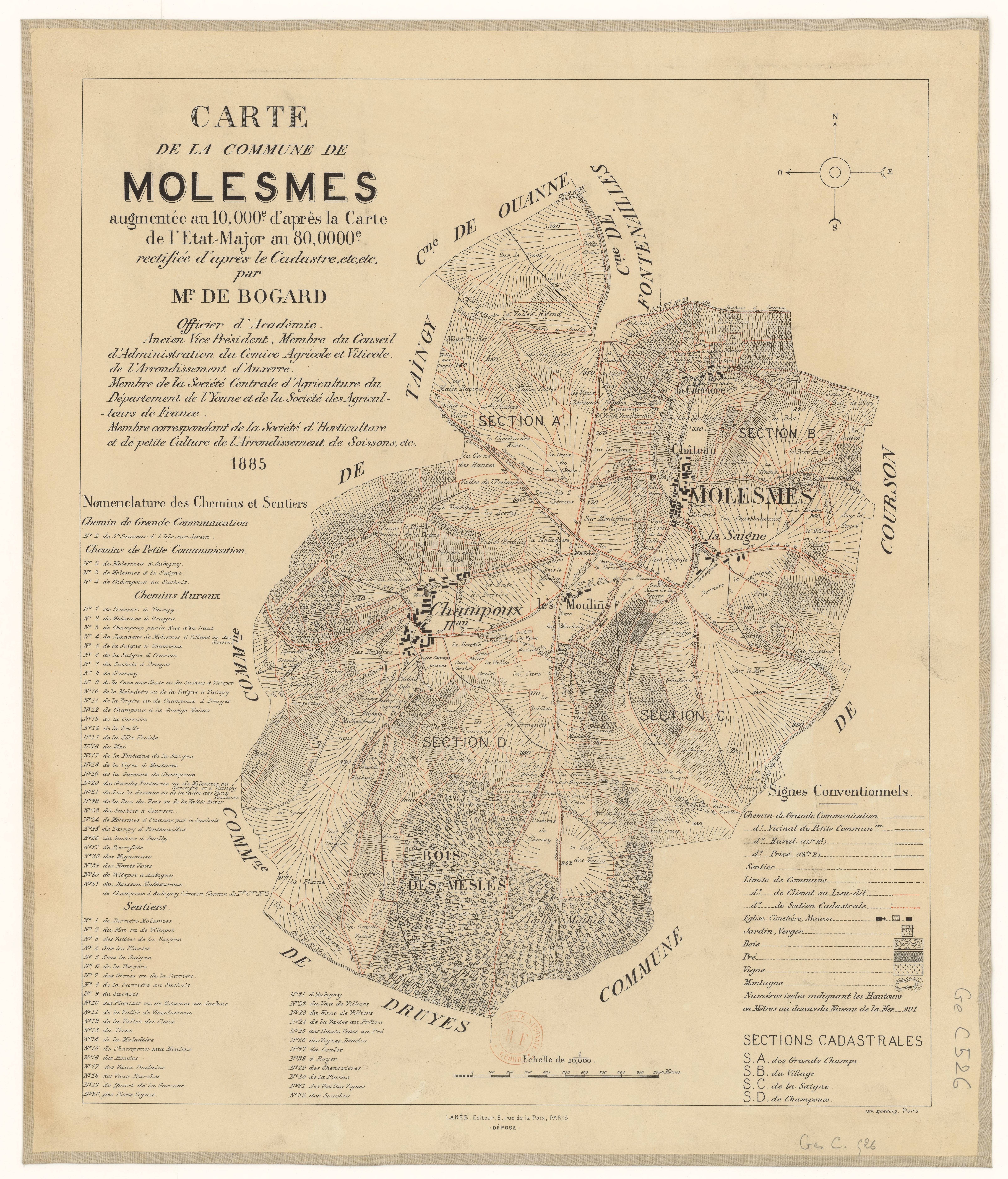
Carte de la commune de Molesmes en 1885

Des carrières souterraines de pierres de taille se trouvent à Molesmes, à l'instar de celles présentes sur le territoire de Courson-les-Carrières.
L'émetteur de télévision de Molesmes dont l'antenne mesure environ 200 m est situé sur le territoire de la commune.